# Кизера, Фамана
Фамана Кизера (порт. Famana Quizera; род. 25 апреля 2002, Бисау) — бисау-гвинейский футболист, нападающий клуба «Академику де Визеу» и сборной Гвинеи-Бисау.

## Клубная карьера
Кизера — воспитанник лиссабонской «Бенфики». В 2018 году игрок подписал контракт с мёнхенгладбахской «Боруссией», где начал выступать за дублирующий состав. Летом 2021 года Кизера на правах аренды перешёл в «Академику де Визеу». 13 сентября в матче против «Фаренсе» он дебютировал в Сегунда лиге. 20 сентября в матче против «Лейшойнш» Фамана забил свой первый гол за «Академику де Визеу». По окончании аренды клуб выкупил трансфер игрока.

## Международная карьера
В 2019 году в составе юношеской сборной Португалии Кизера принял участие в юношеском чемпионате Европы в Ирландии. На турнире он сыграл в матчах против сборных Италии и Венгрии.
В 2023 году в отборочном матче Кубка Африки 2023 против сборной Сьерра-Леоне Кизера дебютировал за сборную Гвинеи-Бисау.
В 2024 году Кизера принял участие в Кубке Африки 2023 в Кот-д’Ивуаре. На турнире он сыграл в матче против сборной Нигерии.